# Darby Camp
Darby Eliza Camp (* 14. Juli 2007 in Charlotte, North Carolina) ist eine amerikanische Kinderdarstellerin. 

## Leben und Karriere
Camp lebt in North Carolina mit ihren Eltern und ihrer älteren Schwester. Ihre Mutter, die einen Abschluss in Schauspiel hat, brachte ihre Kinder zum Schauspiel, womit die ältere Schwester früh aufhörte. Camp erhielt ihre erste Rolle mit sechs Jahren in der Serie Drop Dead Diva. Ihren Durchbruch hatte sie durch die Nebenrolle in Big Little Lies 2017 als Tochter der von Reese Witherspoon verkörperten Rolle. Auf Netflix erschien sie 2018 in dem Weihnachtsfilm The Christmas Chronicles und 2020 in der Fortsetzung. 2021 war sie als Hauptrolle in der Realverfilmung von Clifford, der große rote Hund zu sehen.

## Filmografie
- 2013: Door to Door (Fernsehserie, 1 Episode)
- 2014: Drop Dead Diva (Fernsehserie, Episode 6x06)
- 2014: The Summers Sisters (Fernsehfilm)
- 2015: Blue
- 2015, 2017: The Leftovers (Fernsehserie, 2 Episoden)
- 2017: Grey’s Anatomy (Fernsehserie, 2 Episoden)
- 2017–2019: Big Little Lies (Fernsehserie, 14 Episoden)
- 2018: Benji
- 2018: The Christmas Chronicles
- 2019: When We Last Spoke
- 2019: Dreamland
- 2019: NOS4A2 (Fernsehserie, 5 Episoden)
- 2020: The Christmas Chronicles: Teil zwei (The Christmas Chronicles 2)
- 2021: Clifford der große rote Hund (Clifford the Big Red Dog)
- 2022: Gaslit (Fernsehserie, 8 Episoden)
- 2023: The Slumber Party